# Championnats du monde de pentathlon moderne 1966
Navigation
Édition précédente Édition suivante
Les championnats du monde de pentathlon moderne 1966, quatorzième édition des championnats du monde de pentathlon moderne, ont eu lieu en 1966 à Melbourne, en Australie.

## Médaillés
| Épreuves    | Or                                             | Argent                                                       | Bronze                                                        |
| ----------- | ---------------------------------------------- | ------------------------------------------------------------ | ------------------------------------------------------------- |
| Individuel  | András Balczó (HUN)                            | Viktor Mineyev (URS)                                         | Ferenc Török (HUN)                                            |
| Par équipes | Hongrie Ferenc Török István Mona András Balczó | Union soviétique Stasys Šaparnis Pavel Lednev Viktor Mineyev | Allemagne de l'Est Uwe Adler Manfred Grosse Wolfgang Lüderitz |